# Kefenrod
Kefenrod este o comună din districtul Wetteraukreis, landul Hessa, Germania. Se află 50 de km nord-est de Frankfurt pe Main și 50 km sud-vest de Fulda.

## Geografie

### Comune vecinate
Kefenrod este delimitat în nord de orașul Gedern (districtul Wetteraukreis), în est de comuna Birstein (districtul Main-Kinzig-Kreis), în sud-est de comuna Brachttal (Main-Kinzig-Kreis), în sud de orașul Wächtersbach (Main-Kinzig-Kreis), în sud-vest de orașul Büdingen (Wetteraukreis) și în vest de orașul Ortenberg (Wetteraukreis).

### Subdiviziune
Comuna Kefenrod este subîmpărțită în cinci sate: Bindsachsen, Burgbracht, Helfersdorf, Hitzkirchen și Kefenrod.

## Istorie
- Kefenrod a fost documentat pentru prima oară în anul 1377 d. Hr., Bindsachsen în 1286, Burgbracht în 785, Helfersdorf în 1489 și Hitzkirchen în 1377. [2]
- Comuna "Kefenrod" s-a format în 1972 prin o reformă rurală în landul Hessa. Kefenrod este cu doar 2.835 de locuitori (31.12.2010) cea mai mică comună din Wetteraukreis. [3]

## Politică

### Alegeri comunale
Rezultatul alegerilor comunale de la 27. martie 2011:, 
| Partid                      | Partid                                      | % 2011 | Consilieri 2011 | % 2006 | Consilieri 2006 | % 2001 | Consilieri 2001 |
| CDU                         | Christlich Demokratische Union Deutschlands | 42,5   | 6               | 37,8   | 9               | 37,3   | 9               |
| SPD                         | Sozialdemokratische Partei Deutschlands     | 39,1   | 6               | 50,3   | 12              | 49,6   | 11              |
| FWG                         | Freie Wählergemeinschaft                    | 18,4   | 3               | 10,2   | 2               | 13,1   | 3               |
| NPD                         | Nationaldemokratische Partei Deutschlands   | –      | –               | 1,7    | 0               | –      | –               |
| Total                       | Total                                       | 100,0  | 15              | 100,0  | 23              | 100,0  | 23              |
| Participare la alegeri în % | Participare la alegeri în %                 | 54,7   | 54,7            | 48,7   | 48,7            | 54,6   | 54,6            |

### Primar
Rezultatele alegerilor de primar în Kefenrod:
| An                          | Candidat                    | Partid | Rezultat în % |
| 2007                        | Bernd Kling                 | SPD    | 92,7          |
| Participare la alegeri în % | Participare la alegeri în % | 51,2   | 51,2          |
| 2001                        | Bernd Kling                 | SPD    | 85,2          |
| 2001                        | Horst Liebner               |        | 14,8          |
| Participare la alegeri în % | Participare la alegeri în % | 57,0   | 57,0          |
| 1995                        | Bernd Kling                 | SPD    | 80,0          |
| 1995                        | Norbert Faust               |        | 20,0          |
| Participare la alegeri în % | Participare la alegeri în % | 75,2   | 75,2          |

## Infrastructură
Prin Kefenrod trec drumurile landului L 3010, L 3183, L 3193, L 3194, L 3195, L 3314 și L 3443.